# 特利·薩瓦拉斯
泰利·沙瓦拉（英語：Aristotelis "Telly" Savalas，希臘字：Αριστοτέλης Σαβάλας，1922年1月21日—1994年1月22日），美國電視與電影演員、歌星、喜劇演員、動作片演員，以光頭造型聞名，亦是美國電視艾美獎得主。
他多采多姿演藝生涯分四階段：最為人津津樂道熟知的是1973年美國電視影集《警網鐵金剛》（Kojak）劇中喜歡含著棒棒糖的刑警主角，與1962年奧斯卡金像獎「最佳男配角獎」提名；也曾經在007第6集電影《女王密使》裡，飾演穿中山裝咬著胖雪茄摟著貓咪的反派頭子Ernst Stavro Blofeld與007作對；但在1966年著名戰爭片《坦克大決戰》中，又演出一名在與德軍作戰前線開設零食攤販店的詼諧美軍。
沙瓦拉與許多加拿大、美國的喜劇演員一樣，都是演出美國喜劇綜藝節目《週六夜現場》出身，可惜後因抽煙過量導致肺癌過世。

## 演出作品
- 1965年：《坦克大決戰》（Battle of the Bulge）
- 1966年：《壯烈千秋》（Beau Geste）
- 1967年：《十二金剛》（Dirty Dozen）
- 1969年：《女王密使》（On Her Majesty's Secret Service）
- 1971年：《廹虎屠龍》（Clay Pigeon）
- 1971年：《猛虎摧花手》（Pretty maids all in a row）
- 1975年：《械刼礸石場》（The Diamond Mercenaries）
- 1978年：《魔羯一號大行動》（Capricorn one）
- 1984年：《炮彈飛車續集》（Cannonball run II）

### 電視
- 1973年－1978年：《警網鐵金剛》（Kojak）

全五季共118集，在台灣曾由台視購入播出。

## 相關聯結
- Savalas.TV - Who loves ya, baby?
- TellySavalas.com
- Telly's Players' Club Gold Card commercial -  YouTube （页面存档备份，存于）
- 特利·薩瓦拉斯在互联网电影资料库（IMDb）上的資料（英文）
- Telly Savalas在TV.com